# Harriett Baldwin
Harriett Mary Morison Baldwin (née Eggleston ; né le 2 mai 1960), est une femme politique du Parti conservateur britannique députée du West Worcestershire depuis 2010. Elle est ministre d'État chargée de l'Afrique et du Développement international entre janvier 2018 et juillet 2019. En 2022, Baldwin est élue présidente du Comité spécial du Trésor.
Avant d'entrer au Parlement, elle travaille pour la banque d'investissement JPMorgan Chase.

## Jeunesse et carrière
Harriett Eggleston est née le 2 mai 1960 à Watford d'Anthony Francis Eggleston et de Jane Morison Buxton. Son père est directeur de l'école Felsted dans l'Essex et auparavant directeur de l'école Campion à Athènes,. Son enfance se déroule à Chypre et à Felsted, faisant ses études dans deux écoles privées, la Friends' School, Saffron Walden, et le Marlborough College, Wiltshire.
Baldwin étudie à Lady Margaret Hall, Oxford entre 1978 et 1982, où elle obtient une maîtrise en langues modernes (français et russe),. Elle obtient en outre un MBA en finance internationale de l'Université McGill (Montréal, Canada) en 1985.
Baldwin rejoint la banque d'investissement JPMorgan Chase en 1986, devenant directeur général et responsable de la gestion des devises de leur bureau de Londres en 1998. Elle est ensuite gestionnaire de fonds de pension à la banque avant de la quitter en 2008,. Elle est vice-présidente de Social Investment Business entre 2008 et 2012.

## Carrière parlementaire
Aux élections générales de 2005, Baldwin est candidate conservatrice à Stockton North, arrivant deuxième avec 20,8 % des voix derrière le député travailliste sortant Frank Cook,.
Baldwin est élue députée de West Worcestershire aux élections générales de 2010, gagnant avec 50,4 % des voix et une majorité de 6 754 voix,.
Pendant le gouvernement de coalition dirigé par le Premier ministre David Cameron, elle est membre de la commission spéciale du travail et des retraites jusqu'à ce qu'elle soit nommée secrétaire privée parlementaire du ministre d'État chargé de l'Emploi Mark Hoban au ministère du Travail et des Retraites en 2012.
En février 2014, Baldwin devient whip adjointe et lors du remaniement gouvernemental de juillet, elle est promue au poste de whip du gouvernement, Lord commissaire du Trésor.
Aux élections générales de 2015, Baldwin est réélue députée de West Worcestershire avec une part de voix accrue de 56,1 % et une majorité accrue de 22 578. Après les élections, elle est nommée secrétaire économique du Trésor et ministre de la City. Baldwin est également nommée envoyée commerciale du premier ministre en Russie.
Elle soutient le maintien du Royaume-Uni au sein de l'UE lors du référendum d'adhésion de 2016.
En juillet 2016, Baldwin est nommée sous-secrétaire parlementaire et ministre des achats de défense au ministère de la Défense dans le cadre du remaniement gouvernemental mené par la nouvelle Première ministre Theresa May,.
Baldwin est de nouveau réélue lors des élections générales anticipées de 2017, avec une part des voix augmentée de 61,5 % et une majorité diminuée de 21 328 voix.
Baldwin est ministre d'État chargé de l'Afrique et du Développement international entre janvier 2018 et juillet 2019,. Elle vote pour l'accord de retrait du Brexit signé par la Première ministre Theresa May. Lors de l'élection à la direction du Parti conservateur de 2019, Baldwin soutient Jeremy Hunt.
Aux élections générales de 2019, Baldwin est de nouveau réélue, avec une part des voix diminuée de 60,7 % et une majorité accrue de 24 499 voix.
Baldwin est membre du Comité spécial du Trésor depuis mars 2020 et en est élue présidente en 2022. Dans ce poste, Baldwin s'oppose aux projets du Gouvernement Sunak de supprimer le Bureau de simplification fiscale.
Membre du comité directeur du COVID Recovery Group, un groupe de députés conservateurs opposés au confinement du gouvernement britannique de décembre 2020, elle soutient Penny Mordaunt lors des élections à la direction du Parti conservateur d'octobre 2022.
En mars 2024, Baldwin est réinvestie candidate conservatrice pour West Worcestershire aux élections générales de 2024 et est réélue avec une majorité très réduite.

## Vie privée
Mariée à James Stanley Baldwin depuis 2004, elle a deux belles-filles et un fils issu de son précédent mariage avec Charles Richmond.
En mars 2024, Baldwin est nommée dame commandeur de l'ordre de l'Empire britannique (DBE) pour « service public et parlementaire ».